# Książę nieporządek
Książę nieporządek – piąty album studyjny polskiego rapera Kaz Bałagane. Wydawnictwo ukazało się 7 grudnia 2018 nakładem wytwórni muzycznej Narkopop w dystrybucji Step Hurt.
Album jest utrzymany w stylu muzyki hip-hop. Składa się z wersji standardowej (1 CD).
Płyta dotarła do 14. miejsca polskiej listy sprzedaży – OLiS.

## Lista utworów
Opracowano na podstawie materiału źródłowego.
| Książę nieporządek – Wersja standardowa | Książę nieporządek – Wersja standardowa | Książę nieporządek – Wersja standardowa |
| Nr                                      | Tytuł utworu                            | Długość                                 |
| --------------------------------------- | --------------------------------------- | --------------------------------------- |
| 1.                                      | „Dżin”                                  | 3:12                                    |
| 2.                                      | „Mikołaj Koper”                         | 3:00                                    |
| 3.                                      | „Poncz”                                 | 4:15                                    |
| 4.                                      | „Piękne freski”                         | 3:35                                    |
| 5.                                      | „Ciepłe cola” (oraz Don Poldon)         | 2:40                                    |
| 6.                                      | „W czapce urodzony”                     | 3:08                                    |
| 7.                                      | „Narpiew” (oraz Alcomindz)              | 4:00                                    |
| 8.                                      | „Clout Chase”                           | 3:26                                    |
| 9.                                      | „Jacky”                                 | 3:18                                    |
| 10.                                     | „Znałem typa” (oraz Szpaku)             | 2:45                                    |
| 11.                                     | „Imprezki hip hopowe/B.T.B skit”        | 3:03                                    |
| 12.                                     | „Jetski”                                | 2:40                                    |
| 13.                                     | „Od tego pana”                          | 3:33                                    |
|                                         |                                         | 42:35                                   |

## Pozycja na liście sprzedaży

### Pozycja na liście tygodniowej
| Kraj   | Lista (2018)  | Najwyższa pozycja |
| ------ | ------------- | ----------------- |
| Polska | OLiS – albumy | 14                |